# Heinrich Remmers
Heinrich Remmers (* in Braunschweig; † 28. Mai 1640 in Lübeck) war ein deutscher Kommunalpolitiker. Er war Ratsherr der Hansestadt Lübeck.

## Leben
Der aus Braunschweig nach Lübeck zugewanderte Heinrich Remmers wurde 1625 in den Rat der Stadt erwählt. Die Lübeckische Ratslinie bemerkt zu ihm:

„Hat als ältester Gerichtsherr in Exequir- und Ausrottung der Hexen viel Mühe gehabt“

Er war als Ratsherr im Rahmen der internen Aufgabenverteilung als Gerichtsherr für die Hexenprozesse im Rahmen der Hexenverfolgung (1530–1735) zuständig. In das Ende seiner Amtszeit ab 1637 fallen die wenigen Todesurteile, die in der Freien Reichsstadt unter dem Druck der Hexenverfolgung im Umland gegen Hexen ergangen sind.

## Geschichtliche Einordnung
In Lübeck sind 47 Hexenprozesse belegt. Wie in anderen Reichsstädten und Hansestädten wurde in Lübeck in Sachen der Hexenverfolgung im Vergleich zum Umland Zurückhaltung geübt. Im Zweifel wurden Hexen, wenn der Prozess nicht niedergeschlagen wurde, aus dem Lübecker Stadt- und Landgebiet ausgewiesen (beispielhaft siehe Butterfassprobe). Anders war die Situation im holsteinischen Umland, in den Kapitelsdörfern des Lübecker Domkapitels und den Stiftsdörfern des Heiligen-Geist-Hospitals wie auch des Johannisklosters, die unter der Jurisdiktion des Domkapitels standen. Rechtsgrundlage der Verfahren war die Peinliche Gerichtsordnung Kaiser Karls V.
Von Lübeck aus agierten auch Gegner der Hexenverfolgung, wie der Syndicus des Domkapitels Konrad Anten oder der Lübecker Ratssyndicus Heinrich Michaelis (1627–1678), die von hier aus ihre Schriften veröffentlichen konnten.